# Нармания, Дмитрий Кибарович
Дмитрий Кибарович Нармания (1912 год, село Кахати, Зугдидский уезд, Кутаисская губерния, Российская империя — неизвестно, село Кахати, Зугдидский район, Грузинская ССР) — звеньевой колхоза «Коминтерн» Зугдидского района, Грузинская ССР. Герой Социалистического Труда (1948).

## Биография
Родился в 1912 году в крестьянской семье в селе Кахати Зугдидского уезда. После окончания местной начальной школы трудился в сельском хозяйстве. Во время коллективизации вступил в колхоз «Коминтерн» Зугдидского района, где трудился рядовым колхозником до призыва в 1941 году в Красную Армию по мобилизации. Участвовал в Великой Отечественной войне. Воевал в составе 1232-го пушечно-артиллерийского полка. После демобилизации возвратился на родину и продолжил трудиться звеньевым полеводческого звена в родном колхозе.
В 1947 году звено под его руководством собрало в среднем с каждого гектара по 74,9 центнера кукурузы с площади 3 гектара. Указом Президиума Верховного Совета СССР от 21 февраля 1948 года удостоен звания Героя Социалистического Труда за «получение высоких урожаев кукурузы и пшеницы в 1947 году» с вручением ордена Ленина и золотой медали «Серп и Молот» (№ 804).
Этим же указом званием Героя Социалистического Труда были награждены председатель колхоза Валериан Шарванович Тордия, звеньевые Мелитон Васильевич Гугучия, Давид Багратович Нармания, Дуру Михайлович Пажава и Джого Эрастович Свирава.
Проживал в родном селе Кахати Зугдидского района. Дата смерти не установлена.
Награды
- Герой Социалистического Труда
- Орден Ленина
- Медаль «За оборону Кавказа» (01.04.1944)
- Медаль «За отвагу» (18.01.1945)
- Медаль «За трудовую доблесть» (02.04.1966)